# 로르스

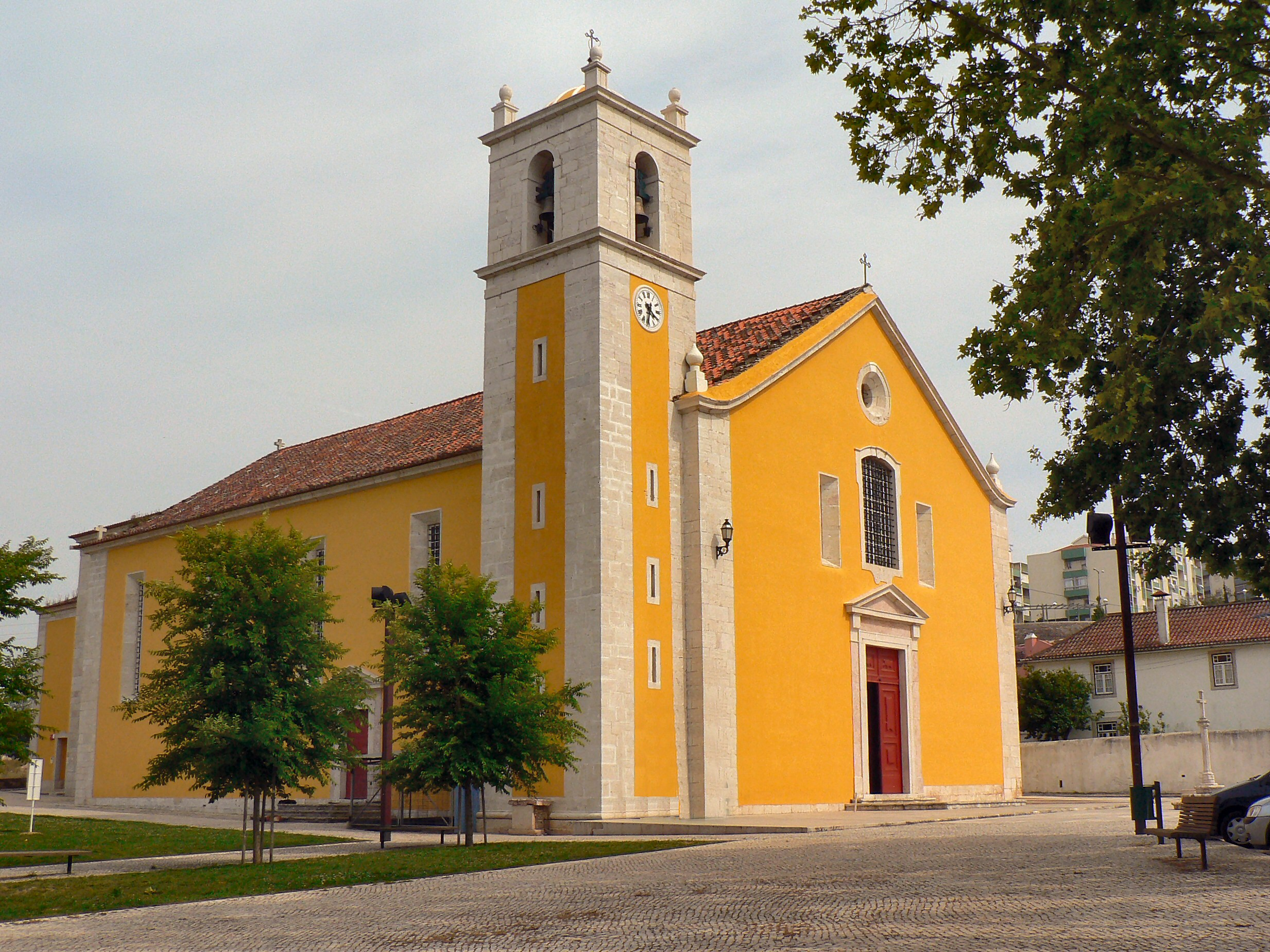
로르스 교회

로르스의 위치

로르스(포르투갈어: Loures)는 포르투갈 리스보아 현에 위치한 도시로 면적은 167.24km2, 인구는 199,494명(2011년 기준), 인구 밀도는 1,200명/km2이다. 리스본의 북쪽에 위치한다.

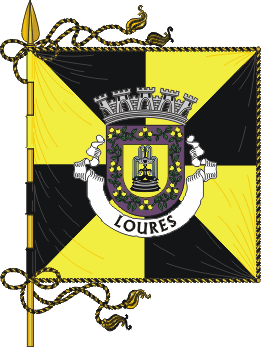
시기
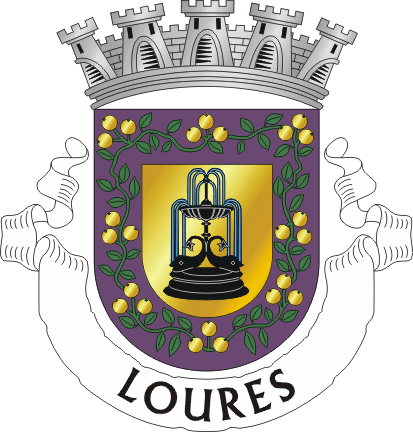
시 문장

## 자매 도시
- 포르투갈 아르마마르
- 모잠비크 마톨라
- 카보베르데 빌라두마이우